# Roma Live!
Roma Live! è il primo album dal vivo del gruppo musicale toscano Baustelle, pubblicato nel novembre 2015.

## Descrizione
Il disco è stato annunciato nell'ottobre 2015 ed è stato registrato durante le tappe tenutesi a Roma nell'ambito del tour di Fantasma. In particolare il disco è stato registrato nel corso di tre concerti diversi, realizzati in tre luoghi diversi e con tre formazioni diverse, ossia orchestra sinfonica, sezione fiati e quartetto d'archi.
Nel disco sono state inserite, tra gli altri brani, due cover: la versione italiana di A Lady of a Certain Age dei The Divine Comedy, proposta col titolo Signora ricca di una certa età, e Col tempo di Léo Ferré.
L'artwork dell'album è stato realizzato dallo studio artistico e di grafica Malleus. Sulla copertina sono raffigurate due ragazze in stile hippy, che rappresentano due spettatrici.

## Tracce
1. La guerra è finita – 4:37
2. La moda del lento – 5:22
3. Signora ricca di una certa età – 5:34
4. EN – 5:23
5. La canzone di Alain Delon – 4:28
6. La canzone del parco – 4:55
7. Le rane – 6:04
8. Nessuno – 6:10
9. Alfredo – 4:28
10. L'aeroplano – 5:08
11. Col tempo – 4:43
12. Il corvo Joe – 5:18
13. Andarsene così – 3:56
14. Charlie fa surf – 5:52